# 기타코베 전원 스포츠 공원 야구장
기타코베 전원 스포츠 공원 야구장은 기타코베 전원 스포츠 공원 야구장은 웨스턴 리그 오릭스 버펄로스의 홈구장이다.